# 大豊満駅
大豊満駅（だいほうまんえき）とは、中華人民共和国吉林省吉林市豊満区に位置する竜豊線の駅。

## 歴史
- 1938年　開業。

## 隣の駅
中華人民共和国鉄道部
竜豊線
阿什駅 - 大豊満駅
座標: 北緯43度43分49秒 東経126度41分01秒 / 北緯43.73032度 東経126.683675度